# Sport Vereniging Transvaal
Sport Vereniging Transvaal é um clube de futebol de Paramaribo, capital do Suriname. Manda seus jogos no André Kamperveen Stadion, com capacidade para 6.000 torcedores.
É um dos mais bem sucedidos clubes do Suriname, tendo ganho seu primeiro campeonato nacional em 1937. Atualmente detém 20 títulos nacionais. Venceu por duas vezes a Taça dos Campeões da CONCACAF, a primeira em 1973 e a segunda em 1981.
Em ambas as conquistas o treinador foi Humbert Boerleider. Até o momento, é o único clube do Suriname campeão da CONCACAF.
O clube foi fundado em 15 de janeiro de 1921 e a camisa do seu uniforme principal é verde.

## Títulos

### Internacionais
- Liga dos Campeões da CONCACAF: 2 vezes (1973 e 1981).

### Nacionais
- Campeonato Surinamês: 20

1925, 1937, 1938, 1950, 1951, 1962, 1965, 1966, 1967, 1968, 1969, 1970, 1973, 1974, 1990, 1992, 1996, 1997, 2000 e 2024
- Copa do Suriname: 3

1996, 2002, 2008
- Super Copa do Suriname: 2

1997, 2008

## Jogadores notáveis 
- Harvey Esajas Delano (2002-2003)
- Dennis Baino (1996-1998)
- Harold Blokland (2000-2003)
- Rinaldo Lupson (2000-2006)
- Johan Leisberger
- Hagadeau
- Theo Klein
- Wesley Bundel
- Edwin "WinIE" Schal (1972)

## Treinadores
- Humbert Boerleider